# Critiques de Facebook

Pictogramme représentant le logo de Facebook barré d'un trait rouge.

Le réseau social Facebook est la cible de nombreuses de critiques et controverses incluant la vie privée, la sécurité infantile et l'incapacité de supprimer un compte sans préalablement en supprimer le contenu manuellement. Les pages d'utilisateurs, groupes et forums ont été critiqués à cause de sujets parfois hautement sensibles. Le réseau social use aussi de censure.

## Poursuite en justice

### Incitation à la haine et à la violence
Début novembre 2009, le réseau social Facebook est attaqué en justice pour « complicité d'incitation à la haine et à la violence » par un étudiant en droit d'Avignon dans le Vaucluse. Nicolas Canut, 20 ans à l'époque, entend dénoncer les groupes nazis, homophobes et racistes que le réseau social hébergeait. Plusieurs plaintes du même étudiant sont ensuite déposées en 2010, puis par Alexandre Marcel, un habitant d'Alès dans le Gard, pour les mêmes raisons. L'étudiant d'Avignon demande la fermeture du réseau social Facebook pendant 24 heures sur le territoire français et accuse Facebook de n'avoir aucune modération. L'enquête judiciaire et technique est en 2010 toujours en cours au centre de cybercriminalité de Nanterre. La justice décide de juger recevables certaines plaintes de Nicolas Canut. En août 2010, une des trois plaintes de l'étudiant contre des groupes homophobes sur Facebook est classée car « il n'a pas été possible d'identifier les représentants légaux de Facebook en France ». Le 2 septembre 2010, les Ministères de la Justice et de l'Intérieur français ordonnent aux autorités des États-Unis de transmettre plusieurs adresses IP qui utilisent des comptes Facebook soupçonnés d'avoir incité à travers des groupes, à la haine et la violence envers les homosexuels. Cette procédure est une première.
En février 2010, l'entreprise Facebook est condamnée par le tribunal de grande instance de Paris au titre d'hébergeur pour un groupe incitant à la haine et à la violence envers un évêque de Saint-Quentin, Soissons et Laon dans l'Aisne, où sa photo a été utilisée comme support dans ce groupe. L'entreprise est condamnée à retirer le groupe sous une astreinte de 550 euros par jour de retard.

### Non conformité à la législation allemande du bouton «J'aime»
Le 20 août 2011, une région d'Allemagne, le Land Schleswig-Holstein, ordonne que tous les sites hébergés dans cette région retirent le bouton « J'aime » de leur site. Le commissaire à la protection des données privées du Land qui met en place cette réglementation la justifie par le fait que ce bouton enfreint les lois allemandes et européennes en matière de protection des données privées car il permet à Facebook de récupérer des données y compris d'utilisateurs non membres du réseau social,.

### Max Schrems
Un étudiant en droit autrichien, Max Schrems, est également l'auteur de vingt-deux plaintes contre Facebook, qu'il décrit sur le site europe-v-facebook.org.

### Participation à des génocides
En 2022, Amnesty International a révélé que des survivants du génocide survenus dans la région du Tigré poursuivaient Meta en justice, ce dernier y ayant activement participé en amplifiant les publications haineuses vis-à-vis des populations concernées. L'année suivante, des Rohingyas ayant survécu au génocide ayant frappé leur peuple ont fait de même.

## Censure et absence de modération

### Boycott de BP
À la suite de l'explosion de la plate-forme pétrolière Deepwater Horizon (louée par la compagnie pétrolière BP), un groupe de personnes mécontantes s'est constitué sur Facebook réunissant presque un million de membres. Le 29 juin 2010, le groupe a été fermé sans aucun avertissement de la part de Facebook, provoquant une avalanche de critiques envers Facebook et sa volonté de censurer le réseau social. Facebook a annoncé de son côté que le groupe a été fermé accidentellement par un système automatique.

### Absence de démocratie
Dans une tribune du 14 août 2010, Mahor Chiche a dénoncé dans Le Monde l'absence de démocratie sur Facebook et la possibilité pour les administrateurs de bannir des membres sur la seule foi de dénonciations.

### L'Origine du monde
En 2011, les comptes Facebook de l’artiste danois Frode Steinicke et du réalisateur français Luc Wouters ont été désactivés lorsqu’ils ont mis en ligne une reproduction du tableau de Courbet L’Origine du monde, qui avait fait scandale au XIXe siècle. La désactivation du compte est quasi immédiate, sans préavis ni explication. Le réalisateur français parle de « censure ». Le tableau en question représente le sexe féminin. Or la nudité et la pornographie ne sont pas admises sur la plate-forme.
Le 19 octobre 2012, un journal suisse, la Tribune de Genève, a publié sur son compte Facebook un article sur le musée d’Orsay. Cet article était illustré par le tableau de Gustave Courbet. Le compte Facebook du journal a alors été bloqué et le journal a dû procéder à une série de tests anti-spam pour voir son compte réactivé, mais avec le contenu supprimé.

### Site internet homosexuel fermé en Allemagne
La page Facebook d’un site internet gay en Allemagne est fermée peu après la fusillade du 12 juin 2016 à Orlando. Gaystream avait publié sur sa page Facebook un article condamnant l’homophobie dans l'islam et questionnait l'attitude de la gauche et des verts allemands qui minimisent les actes d'Orlando pour épargner l'islam,

### Application des conditions d'utilisation
Les conditions d'utilisation de Facebook interdisent aux utilisateurs de publier des contenus à caractère haineux ou discriminatoire. Cependant, dans les faits, de tels contenus sont régulièrement publiés dans la plus totale impunité, et quand un utilisateur signale un contenu enfreignant les conditions, il a pour seule réponse que le contenu en question n'enfreint pas les conditions d'utilisation même si c'est effectivement le cas.
En mai 2017, le Guardian publie une enquête indiquant que les modérateurs de Facebook ont reçu pour instruction de  tolérer les posts négationnistes et contestant la véracité de la Shoah sauf si ceux-ci sont signalés et  publiés à partir de pays (France, Allemagne, Autriche, Israël) où de tels propos sont illégaux et punissables de peines d’emprisonnement, et ce seulement afin d’éviter le risque de procès et d’amendes contre Facebook qui engagent sa responsabilité en tant que plateforme médiatique.

### Politique de suppression de contenus
Facebook possède un « règlement de la communauté » stipulant que les contenus violents, pornographiques et discriminatoires sont proscrits sur le réseau social. Néanmoins, plusieurs critiques ont pointé du doigt l'inutilité de ce règlement, les utilisateurs pouvant l'enfreindre en toute impunité et les signalements ayant pour seul effet de les présenter à tort comme n'enfreignant pas les règlements de la communauté. Seul le signalement massif semble porter ses fruits, ce qui provoque des dérives telles que des pages supprimées simplement parce que les utilisateurs les signalant ne partagent pas leurs idées, comme ce fut le cas pour la page « Assignée garçon » de Sophie Labelle.
Même si la raison officielle de cette lacune n'a pas été révélée par l'entreprise, certains experts estiment que Meta a un intérêt financier à laisser impunies, voire à propager le plus possible les contenus haineux et harcelants, ces derniers étant nettement plus rentables que n'importe quel autre type de publication de par les effets psychologiques qu'ils induisent, notamment en matière d'addiction (qui fait rester l'utilisateur le plus longtemps possible, donc lui permettant de voir plus de publicités) et incitation à la publication de masse (l'utilisateur donnera plus d'infos sur lui, son profil pourra donc être revendu plus cher),. De plus, la loi américaine ne condamnant pas les discours de haine, l'entreprise n'a aucune obligation légale sur ce point.
En janvier 2018, la comédienne Sandra Naoum s'est vue retirer son sponsoring ainsi que plusieurs articles à cause de la présence d'images de poitrines féminines destinée à illustrer son projet de film 'L'amazone' traitant du cancer du sein. Elle dénonce dans une tribune du Huffington post « une hypocrisie de la part du réseau social, les publications objectifiantes et violentes envers les femmes proliférant en toute impunité alors que celles qui sont valorisantes pour ces dernières sont systématiquement supprimées ».
En janvier 2025, Facebook interdit les comptes de partager des liens vers le site de comparaison de distributions GNU/Linux distrowatch et bannit temporairement le compte de ce site.

## Absence de consentement et discriminations

### Beacon
Le 29 novembre 2007, face aux réactions suscitées par ce nouveau système publicitaire et à la menace que l'ampleur croissante du mouvement de protestation représentait pour l'image de l'entreprise, Mark Zuckerberg a présenté ses excuses aux utilisateurs de Facebook et a indiqué qu'au lieu du système d'opt-out au cas par cas (à chaque nouvelle intrusion, l'utilisateur de Facebook devait signifier à chaque entreprise qui fonctionnait avec Beacon qu'il ne voulait plus faire partie du système), ce serait aux utilisateurs de décider d'intégrer globalement cette fonction, pour toutes les entreprises internet, soit un « opt-in ».
Les données continuent donc à être récoltées, et la vie privée des utilisateurs, donc, à être surveillée, mais celles-ci ne sont exploitées commercialement par Beacon que si les utilisateurs s'inscrivent. Les autres formes de publicité ciblées, elles, demeurent.

### Manipulations à visée idéologique
En mai 2016, des anciens employés de Facebook révèlent qu'à l'époque où ils travaillaient pour l'entreprise, les sujets remontés parmi les « contenus populaires » étaient sélectionnés par une équipe de curateurs qui écartaient délibérément les sujets politiques à tendance conservatrice. Ce choix de l'équipe composée essentiellement de journalistes était fait sans que la direction ne soit impliquée. À l'inverse, certains sujets peu populaires, comme le mouvement Black Lives Matter ou la guerre civile en Syrie, ont été remontés manuellement par l'équipe.

### Fonctionnement de l'algorithme discriminatoire
Le fonctionnement de l'algorithme de Facebook est très souvent critiqué.
Ainsi, la fondation AlgorithmWatch a testé l'efficacité de ce dernier pour les offres d'emploi en achetant des espaces publicitaires pour des offres d'emploi fictives sans aucun ciblage excepté la zone géographique. Il en est ressorti que le ciblage était fortement influencé par les stéréotypes de genre, les métiers traditionnellement masculins étant plus souvent montrés aux hommes, et vice-versa. De plus, seule l'image semble être prise en compte, une annonce de métier traditionnellement masculin étant plus souvent montrée aux femmes si l'image d'illustration contient un élément traditionnellement féminin. D'après la fondation, ce biais n'est pas tant dû à une stratégie commerciale qu'aux propre biais sexistes des personnes ayant codé ledit algorithme, le ciblage officieux se produisant avant que qui que ce soit n'ait cliqué. Elle pointe du doigt l'absence de mixité dans les équipes de développement concernées. L'entreprise n'a pas souhaité faire de commentaires sur les résultats de l'expérience.

### Suppression impossible du suivi du compte présidentiel
En janvier 2025, après que Mark Zuckerberg ait donné 1 million de dollar pour la fête d'inauguration de Donald Trump à la présidence des États-Unis, les comptes Facebook ne peuvent plus se désabonner du compte du président des États-Unis.

## Caractère public et opposable des propos tenus

### Liberté d'expression (vis-à-vis de l'employeur d'un utilisateur)
À la suite de divers procès, dont un en novembre 2010, il apparaît que Facebook est un espace public, et que dans le cadre de la relation employé-employeur, « le droit d'expression existe dans et hors du lieu de travail, mais il y a ensuite appréciation faite par le juge sur le caractère abusif ou non des propos » et que « la jurisprudence rappelle que la liberté d'expression a pour corollaire la responsabilité de ceux qui en usent. Il s'agit de l'exécution loyale du contrat, qui impose la discrétion tant vis-à-vis des tiers que des collègues : les internautes ont le droit de s'exprimer sans que cela conduise à des abus ».

## Vie privée

### Vente d'informations personnelles
Depuis sa création, Facebook fait l'objet d'une controverse concernant le respect de la vie privée des utilisateurs. L'application web utilise en effet les informations personnelles des utilisateurs afin d'introduire des publicités ciblées qui sont adaptées à leur profil et indique dans sa charte sur la vie privée fournir les informations livrées par les utilisateurs à des entreprises privées tierces. Cette charte indique par ailleurs que Facebook peut collecter des informations sur les membres à partir de sources extérieures comme les journaux, les blogs et d'autres sources sur Internet.
Les informations sur les utilisateurs sont également exploitées par Facebook pour améliorer ses bases de données et permettre à ses clients de mieux cibler les publicités, en connaissant les comportements de consommation des utilisateurs de Facebook. Les sites tiers peuvent, grâce à Facebook Social Ads, utiliser les informations amassées par Facebook pour envoyer des publicités ciblées en fonction des différentes caractéristiques des profils. Ceux-ci pouvant par exemple contenir des données sur le niveau d'études, les opinions politiques, la religion, les emplois occupés. Depuis le 17 janvier 2011, l'adresse et le téléphone mobile ont été ajoutés.
Le contrat passé avec les utilisateurs de Facebook spécifie que toutes les données entrées sur le site (messages, éléments de profils, photos etc.) entraînent une cession de leurs droits sous licence à Facebook qui peut les utiliser pour ses publicités, les revendre à des tiers, les sous-licencier. Le 4 février 2009, Facebook modifie ses conditions d'utilisation et invente le principe d'une « licence perpétuelle sur tout le contenu déposé » (articles, photos, vidéos...) par un utilisateur, y compris les contenus supprimés. Devant le tollé provoqué, l'entreprise fait marche arrière deux semaines plus tard,.
En 2007, Facebook introduit Beacon, un logiciel publicitaire qui permet à des sites Internet intégrant un script de Facebook d'envoyer des informations sur les actions d'un membre de Facebook sur leur site (un achat, un jeu, etc.) aux amis Facebook de ce membre, dans leur « newsfeed », ou de mettre ces informations dans son journal sur sa page personnelle. Cette forme de marketing est considérée comme très efficace, car elle passe par les réseaux sociaux et non par l'interpellation directe des personnes par la publicité.
Les conditions de cession de droits au profit de Facebook mentionnent 
« Pour le contenu protégé par les droits de propriété intellectuelle, comme les photos ou vidéos (« propriété intellectuelle »), vous nous donnez spécifiquement la permission suivante, conformément à vos paramètres de confidentialité et paramètres d'application : vous nous accordez une licence non exclusive, transférable, sous-licenciable, sans redevance et mondiale pour l'utilisation des contenus de propriété intellectuelle que vous publiez sur Facebook ou en relation à Facebook (« licence de propriété intellectuelle »). Cette licence de propriété intellectuelle se termine lorsque vous supprimez vos contenus de propriété intellectuelle ou votre compte, sauf si votre compte est partagé avec d'autres personnes qui ne l'ont pas supprimé ».
Au début du mois de janvier 2014, deux internautes américains déposent plainte contre le réseau social, le soupçonnant d'analyser tout message privé accompagné d'une URL, pour ensuite les compiler afin de dresser un profil détaillé sur l'auteur du message. Ce profil serait par la suite revendu à des tiers.
Le 1er avril 2015, à la suite d'une étude commandée par la Commission de la protection de la vie privée de Belgique, Facebook est accusée de pister les internautes, y compris en dehors de Facebook, et même des internautes ne possédant pas de compte Facebook,.

### Utilisation abusive des données personnelles
De nombreuses ONG de défense des droits humains et de la vie privée des personnes, comme Electronic Frontier Foundation ou Privacy International, s'inquiètent de cette nouvelle manière de récolter des informations sur les internautes et de les exploiter. Elles la considèrent comme d'autant plus pernicieuse qu'elle se met en œuvre avec la parfaite collaboration des utilisateurs de Facebook, qui n'ont pas nécessairement conscience des dangers d'une telle concentration d'informations entre les mains d'une entreprise privée, de leur vente à d'autres entreprises, ou de leur mise à disposition aux autorités fédérales américaines à leur demande. Les employés de Facebook peuvent aussi avoir accès aux pages de tous les utilisateurs du service.
Fin novembre 2007, un réseau lancé par MoveOn fait pression pour défendre la vie privée des utilisateurs du site, et a lancé une pétition en ligne. De nombreux groupes se sont créés sur Facebook pour dénoncer ce viol de la vie privée des utilisateurs du site.
Le site de MoveOn.org proposait des liens vers une pétition pour mettre un terme au système Beacon, ainsi que vers un site décrivant comment, sur Mozilla Firefox, bloquer Beacon en configurant l'extension BlockSite.
Pour l'étudiant autrichien Max Schrems, Facebook va jusqu'à créer des « profils fantômes » en collectant illégalement des données sur des personnes n'ayant jamais créé de compte sur le site. USA Today détaille un mode opératoire comparable à la publicité en ligne.
Le 2 juillet 2014 Facebook a réalisé une étude sur les émotions des internautes, basée à partir d'informations d'utilisateurs manipulés. Cette étude récemment publiée a expliqué comment Facebook a modifié les informations de près de 700 000 utilisateurs anglo-saxons pour d'étudier la « contagion émotionnelle » dans les groupes. Sheryl Sandberg, la directrice des opérations du réseau communautaire, a affirmé avoir « très mal communiqué sur ce sujet » et prendre « très au sérieux la question de la vie privée au sein de Facebook ».
En mars 2019, à New York, des procureurs fédéraux ouvrent une enquête pénale sur l'accès aux données des utilisateurs que Facebook a accordé à certaines grandes entreprises du numérique, Apple, Netflix, Spotify, Amazon ou Yahoo par exemple.

Le 13 août 2019, Facebook reconnaît avoir écouté et retranscrit des conversations privées tenues via Messenger afin d'améliorer le ciblage publicitaire. Mark Zuckerberg avait affirmé ne pas faire ça lors d'une audition devant le congrès en avril 2018.

### Monétisation et société
L'utilisation des données personnelles que Facebook collecte auprès de ses utilisateurs permet la croissance soutenue de l'entreprise durant des années. Le revenu net de Facebook dans les années 2010 reste à la hausse.
| Année | Revenu net (en millions de dollars américains) |
| ----- | ---------------------------------------------- |
| 2010  | 606                                            |
| 2011  | 1 000                                          |
| 2012  | 53                                             |
| 2013  | 1 500                                          |
| 2014  | 2 940                                          |
| 2015  | 3 688                                          |
| 2016  | 10 217                                         |
| 2017  | 15 934                                         |
| 2018  | 22 112                                         |

La manière dont elle exploite et gère les données personnelles de ses utilisateurs permet au sociologue Shoshana Zuboff d’inclure Facebook dans ce que l’on appelle l’économie de la surveillance, définie par l’auteur ainsi : « Surveillance capitalism establishes a new form of power in which contract and the rule of law are supplanted by the rewards and punishments of a new kind of invisible hand » (le capitalisme de surveillance établit une nouvelle forme de pouvoir dans lequel le contrat et la règle légale sont supplantées par les récompenses et les punitions d'un nouveau type de main invisible). L’une des caractéristiques les plus importantes de cette nouvelle forme de capitalisme, qui a débuté approximativement à partir de la seconde moitié des années 2000, est l’introduction d’une nouvelle logique d’accumulation qui implique un changement des relations de pouvoir, où la prédiction et la modification du comportement humain jouent le rôle principal à travers l’analyse et le traitement de données obtenues grâce au fait que la vie quotidienne d'un tiers des êtres humains sur la planète est médiatisée par un ordinateur. Il a été révélé que Facebook et Google avaient participé à des expériences sur le Web visant à modifier le comportement de ses utilisateurs et à accroître la capacité de monétisation et de prévision.
Dans ce contexte, Facebook a amené les communautés à remplacer la confiance mutuelle, comme on pourrait la trouver dans une relation médecin-patient, dans un système de récompenses et de sanctions, car l'entreprise dispose de la capacité unilatérale de réglementer et de sanctionner, de sorte que Facebook au lieu de renforcer les liens entre les personnes, objectif largement diffusé officiellement, les minerait et renforcerait la concentration du pouvoir dans la mesure où les citoyens n’auraient aucun contrôle sur ce qu’ils font des données qu’ils fournissent, comme c’est arrivé dans le cas de Cambrige Analytica, car les options de gestion des informations personnelles sont limitées.

### Surveillance
Facebook est impliqué dans les révélations faites en 2013 par Edward Snowden concernant le programme de surveillance PRISM mis en place par la NSA. L'entreprise permet à l'agence américaine de collecter les données présentes sur le réseau social, incluant les contacts, les SMS et discussions instantanées (texte, vidéo, voix), les courriels, les photos et vidéos, les données stockées, la voix sur IP, le transfert de fichiers, les visioconférences, les notifications concernant l'activité, les détails du réseautage social en ligne, les coordonnées GPS et les « requêtes spéciales »,.

### Conséquences
Les informations sur la vie privée publiées sur Facebook peuvent être lues et utilisées par des personnes à qui elles n'étaient pas initialement destinées. Certaines entreprises utilisent Facebook pour recueillir des informations sur leurs employés tandis que des recruteurs s'en servent pour leur sélection de candidats : « Les recruteurs appuyaient parfois un refus d'embauche sur des détails privés ainsi collectés ». Par ailleurs, certains parents se servent de Facebook pour surveiller la vie de leurs enfants.
Les Renseignements généraux puis la Direction centrale du renseignement intérieur peuvent aussi collecter des informations et compléter leurs fichiers types EDVIGE. C'est une forme de fichage volontaire, ce qui lui a donné le surnom d'« Edvige Volontaire ». Des logiciels d'analyse de réseaux sociaux permettent d'effectuer ce genre d'opérations.

### Virus
Un virus nommé Koobface utilise le compte Facebook de ses victimes. Il a été découvert en novembre 2008 par l'éditeur McAfee et se propage en envoyant des courriers électroniques aux amis des personnes dont l'ordinateur a été infecté. Lorsque l’utilisateur télécharge le programme, son ordinateur est infecté et dirige ses utilisateurs sur des sites contaminés lors de recherches sur Google, Yahoo ou encore MSN.

### Suppression définitive de compte
Facebook propose seulement à l'utilisateur de désactiver son compte sans permettre de le supprimer définitivement. Quand le compte est désactivé, toutes les données personnelles restent en mémoire. Il existe pourtant un formulaire de suppression qui déclenche la suppression, mais celle-ci est longue et compliquée (douze formulaires différents sont à remplir) et un délai de six mois minimum est nécessaire pour la prise en compte de la demande.
En 2010, une procédure de suppression définitive est proposée avec un délai de 14 jours.

### Géolocalisation
Depuis août 2010 pour les États-Unis, et depuis septembre 2010 pour la France, l'option « Lieux » de Facebook permet à un compte de Facebook de partager avec ses « amis » (ou les autres utilisateurs) des informations sur sa localisation en temps réel. En octobre 2010, la CNIL appelle à la prudence pour l'utilisation de ce service, soulignant que « le premier risque est de dévoiler trop d’informations sur vous »,.

## Conflits politiques et nationaux

### Reut Zukerman
Le portail d’information israélien MySay.co.il a dévoilé une information, reprise par le magazine allemand d’investigation Der Spiegel et le journal en ligne français Rue89 : le profil facebook d’une jeune femme israélienne, Reut Zukerman, suspectée d’avoir été créée par le Hezbollah, dans le but de soutirer des informations aux soldats israéliens. Reut Zukerman a convaincu deux cents soldats ou réservistes israéliens de devenir ses « amis », afin de les faire parler. Le site israélien affirme qu’« ils auraient rapporté à leur copine Facebook des noms de soldats, du jargon, des codes secrets et des descriptions détaillées des bases militaires ». Les services secrets israéliens utiliseraient également Facebook et Twitter pour recruter des informateurs palestiniens dans la bande de Gaza.

### Blocage d'accès dans certains pays
En mai 2009, à quelques jours de l'élection présidentielle iranienne, le site a été interdit d'accès en Iran. Une agence de presse proche des réformateurs a déclaré que « Selon certains internautes, le site a été interdit parce que les partisans du candidat Mir-Hossein Mousavi avaient réussi à utiliser Facebook pour mieux faire connaître les positions du candidat »[réf. nécessaire].
Depuis novembre 2009, Facebook est également bloqué aux utilisateurs vietnamiens, sur décision du gouvernement local, mais aussi en Chine,.

## Impacts psychologiques et sociologique

### Jalousie
Facebook a été critiqué par sa façon de rendre les individus envieux et malheureux à la suite des différents aspects positifs émis par leurs contacts,,,,,.

### Stress
Des recherches effectuées par des psychologues de l'Université Napier d'Édimbourg ont démontré que Facebook ajoute du stress au quotidien de ses utilisateurs. Les causes du stress incluent la peur de manquer une information sociale importante, la peur d'offenser des contacts, la gêne ou la culpabilité d'être rejeté par les autres utilisateurs par le biais d'ajouts ou de suppressions de contacts, la peur d'être le centre d'attention, et la peur d'être jugé vis-à-vis des contacts ajoutés. Un bon nombre d'individus inscrits à Facebook pour des buts positifs ont montré que le site avait un impact négatif sur leur vie quotidienne.

### Sociologie
Le développement de Facebook a été largement commenté du fait de l'ampleur du phénomène et de ses implications en termes de comportements sociaux. Mark Granovetter, sociologue américain, qualifie de liens faibles les liens reliant les personnes connectées par un réseau social numérique, les amis Facebook par exemple, en opposition aux liens forts de l'amitié au sens classique. Il y voit néanmoins une chance de par la puissance du réseau, la diffusion de l'information qu'il permet.
Bernard Stiegler qualifie Facebook de réseau de désocialisation et l'analyse comme un pharmakon (un objet technique portant en potentiel le poison comme le remède) automatisant techniquement la relation d'amitié et contribuant à la misère symbolique des individus.

### Ciblage adolescent
En mars 2025, dans l'ouvrage Careless People: A Cautionary Tale of Power, Greed, and Lost Idealism, l'ancienne directrice des politiques publiques de Facebook Sarah Wynn-Williams explique que l'entreprise a ciblé à partir de 2017 les jeunes de 13 à 17 ans en exploitant leur vulnérabilité, comme l'avait révélé The Australian en se basant sur un document confidentiel de Facebook, daté de la même année, où l'entreprise se ventait de pouvoir exploiter les « moments de vulnérabilité psychologique » de ses utilisateurs,. Meta tente alors dès la sortie du livre d'empêcher l'autrice d'effectuer la promotion de son livre en évoquant le viol d'une clause de non-dénigrement signée par l'autrice. Lors d'une audience en urgence, Meta obtient l'interdiction temporaire de la diffusion de ces ouvrages ainsi que le retrait par l'autrice des commentaires désobligeants antérieurs et l'interdiction de toute critique ou commentaire désobligeant.

## Pratique concurrentielle

### Google
Le 12 mai 2011, le journal The Daily Beast révèle un accord visant à discréditer Google. L'entreprise Facebook a payé l'agence Burson-Marsteller dans l'objectif de rallier de nombreux blogueurs et personnalités de la toile pour dénoncer un problème fictif de vie privée concernant Google. Un internaute refuse de relayer ses accusations, avant que des journalistes du USA Today ne décident d'enquêter sur les responsables de ces accusations et c'est finalement Facebook qui avoue en être l'auteur.

### Évasion fiscale en France
Selon une étude de Greenwich Consulting commandée par la Fédération française des télécoms (FFT) en avril 2013, l'entreprise Facebook a payé 424 fois moins d'impôt sur les sociétés en 2011 que ce qu'elle aurait dû, soit 50 000 € au lieu de 21,2 millions d'euros.
Il s'agit d'une évasion fiscale qui ne serait pas illégale selon Pierre Louette, président de la FFT et directeur exécutif de France Télécom, celui-ci expliquant qu'en matière de fiscalité du numérique les acteurs économiques tels que Facebook « jouent de notre incapacité à offrir un front unique ».